# Glaciar Erebus
Glaciar Erebus es un glaciar que drena las pendientes del sur más bajas del monte Erebus, Isla de Ross, Antártida. Fluye del oeste a la bahía de Erebus donde forma la flotante lengua de hielo Erebus. Fue nombrado en asociación con el monte Erebus por la Expedición Discovery de 1901 a 1904, a cargo de Robert Falcon Scott.
Un gran desprendimiento de hielo tuvo lugar el 1 de marzo de 1990, cuando una porción sustancial de la lengua de glaciar del Erebus era separado del glaciar principal. La pieza que se desprendió tenía 3.5 km de largo y su masa estuvo estimada en 1011 kg.